# لوكهيد ليتل ديبر
شركة لوكهيد-33 ليتل ديبر(Lockheed Little Dipper، الدب الصغير), المعروف أيضا باسم إير تروبر (جندي الهواء), هي طائرة أمريكية صغيرة بمقعد واحد وبسطح أحادي صممها جون ثورب وبنتها شركة لوكهيد في بوربانك بكاليفورنيا. طارت في عام 1944 وعرضت للجيش على أنها "دراجة نارية طائرة"، وكانت محاولة من لوكهيد للدخول إلى سوق الطائرات المدنية ولكن تم إلغاء البرنامج قبل تم الانتهاء من النموذج الثاني.

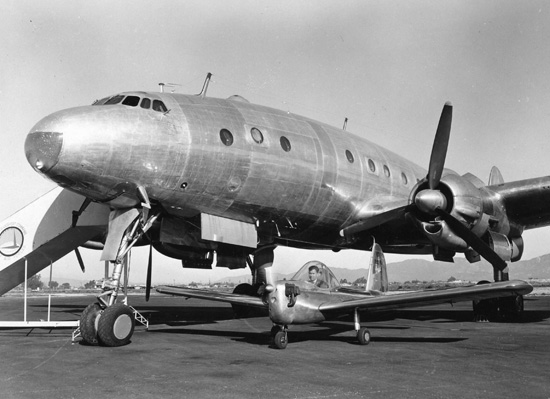
طائرة ليتل ديبر بجانب طائرة كونستيلايشن

## المواصفات

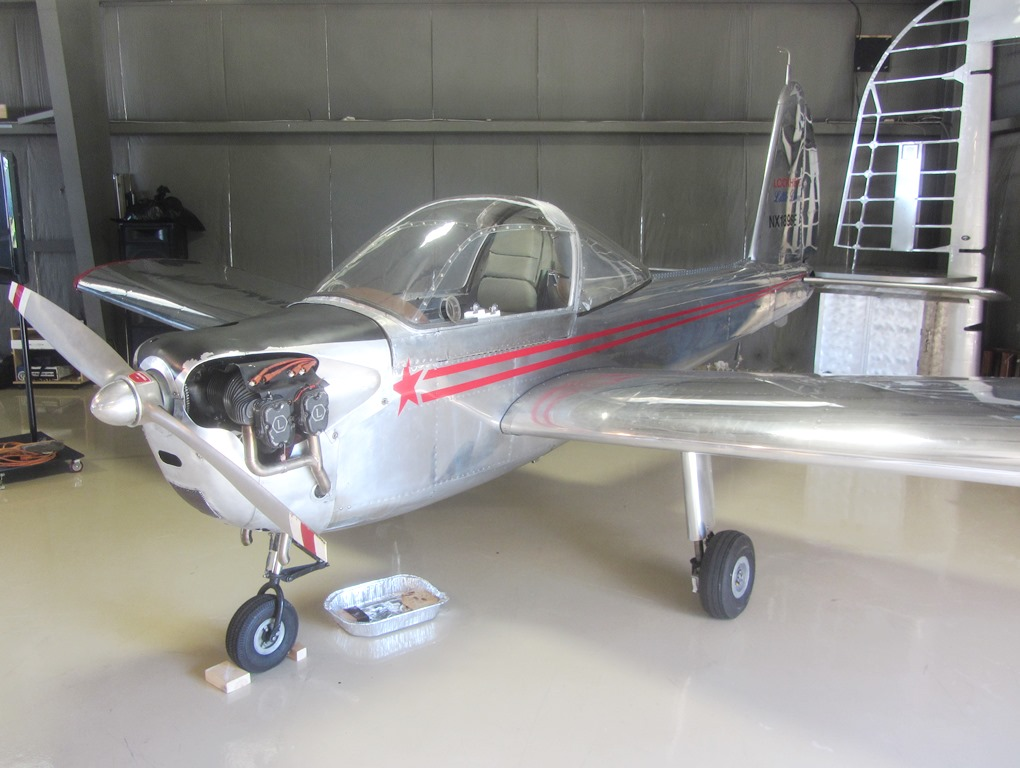
نموذج منسوخ من ليتل ديبر معروض عام 2105

الخصائص العامة
- طول: 38 قدم 1 بوصة (11.6 م)
- باع الجناح: 9 قدم 10 بوصة (3 م)
- ارتفاع: 6 قدم 11 بوصة (2.1 م)
- الوزن الإجمالي: 7,937 رطل (3,600 كـغ)
- محركات: 1 × Marquardt XRJ43-MA محرك نفاث تضاغطي (Sustainer)
- محركات: 2 × Thiokol XM45 (5KS50000) صاروخ ذو وقود صلبs, 50,000 رطلق (222 كـن) thrust  الواحد for 5s (Boosters)

أداء
- السرعة القصوى: Mach 4.3
- مدى: 113 nmi؛ 130 ميل (210 كـم)
- سقف الخدمة: 98,000 قدم (30,000 م)

## وصلات خارجية
- الدب الصغير المشروع على يوتيوب